# Antropologia urbana
A antropologia urbana é um subconjunto da antropologia preocupada com questões de urbanização, pobreza, espaço urbano, relações sociais e neoliberalismo . O campo se consolidou nas décadas de 1960 e 1970.

## Visão geral
A antropologia urbana é fortemente influenciada pela sociologia, especialmente pela Escola de Chicago. A diferença tradicional entre sociologia e antropologia era que a primeira era usualmente concebida como o estudo das populações civilizadas, enquanto a antropologia era abordada como o estudo das populações primitivas.  Além disso, havia diferenças metodológicas entre essas duas disciplinas – os sociólogos normalmente estudavam uma grande amostra populacional, enquanto os antropólogos contavam com menor número de informantes, estabelecendo com estes relações mais profundas. 
À medida que o interesse pelas sociedades urbanas aumentava, a metodologia entre esses dois campos e assuntos começou a se misturar, levando alguns a questionar as diferenças entre sociologia urbana e antropologia urbana. As linhas entre os dois campos se confundiram com o intercâmbio de ideias e metodologia, para vantagem e avanço de ambas as disciplinas.
Embora por muito tempo a antropologia urbana não tenha sido oficialmente reconhecida na disciplina dominante, pesquisadores vêm realizando trabalhos na área há muito tempo.    Antropólogos, como sociólogos, tentaram definir exatamente o que é a cidade e identificar as maneiras pelas quais o urbanismo separa os estilos de vida da cidade moderna do que costumava ser considerado como a "sociedade primitiva ". É cada vez mais reconhecido na antropologia urbana que, embora existam diferenças significativas nas características e formas de organização das comunidades urbanas e não urbanas, também há semelhanças importantes, na medida em que a cidade também pode ser concebida nos estudos antropológicos como uma forma de comunidade. 

## História da disciplina
Em seus estágios iniciais durante o século 19, a antropologia se preocupava principalmente com o estudo comparativo de culturas não-ocidentais, frequentemente consideradas exóticas e primitivas.    A atitude dos etnógrafos em relação ao objeto de estudo era de suposto distanciamento científico, pois empreendiam a missão – interesseira e eurocêntrica – de identificar, classificar e ordenar grupos culturais mundiais em estágios evolucionistas socioculturais claramente definidos do desenvolvimento humano. 
Durante o século 20, vários fatores começaram a levar mais antropólogos para longe das noções bipolares de selvageria estrangeira versus civilização ocidental e mais para o estudo das culturas urbanas em geral. Uma forte influência nesse sentido foi a descoberta de vastas regiões do mundo graças a um aumento significativo da mobilidade humana, que foi provocada, entre outros fatores, pela rápida expansão da rede ferroviária e a popularização das viagens no final do era vitoriana.  Isso significava que, em meados do século 20, era geralmente percebido que havia relativamente poucas culturas “exóticas” não descobertas para estudar através de encontros de “primeiro contato”. 
Além disso, após a Primeira Guerra Mundial, várias nações em desenvolvimento começaram a surgir.  Alguns antropólogos foram atraídos pelo estudo dessas “sociedades camponesas”, que eram essencialmente diferentes das “sociedades folclóricas” que os etnógrafos tradicionalmente pesquisavam. Robert Redfield foi um proeminente antropólogo que estudou tanto as sociedades populares como as camponesas. Enquanto pesquisava sociedades camponesas de nações em desenvolvimento, como a Índia, ele descobriu que essas comunidades eram diferentes das sociedades folclóricas, pois não eram independentes. Por exemplo, as sociedades camponesas estavam economicamente ligadas a forças externas à sua própria comunidade. Em outras palavras, eles faziam parte de uma sociedade maior – a cidade.
Essa constatação abriu as portas para que mais antropólogos focassem seu estudo das sociedades (independentemente de serem ocidentais ou não ocidentais) a partir da perspectiva da cidade (concebida como elemento estruturante). Este cruzamento foi fundamental para o desenvolvimento da antropologia urbana como um campo independente.  Claramente, esta não foi a primeira ocasião em que as ciências sociais manifestaram interesse no estudo da cidade. A arqueologia, por exemplo, já dava forte ênfase à exploração das origens do urbanismo,  e a própria antropologia havia adotado a noção de cidade como referência no estudo da chamada sociedade pré-industrial.  Seus esforços, no entanto, foram em grande parte não relacionados.
Um desenvolvimento significativo no estudo antropológico da cidade foi a pesquisa realizada pela Escola de Ecologia Urbana de Chicago. Já na década de 1920, a escola definia a cidade, em termos de ecologia urbana, como “composta por nichos ecológicos adjacentes acompanhados por grupos humanos em... anéis ao redor do núcleo”.  A Escola de Chicago tornou-se uma referência principal na antropologia urbana, estabelecendo tendências teóricas que influenciaram a disciplina até os dias atuais.
Entre os vários estudiosos individuais que contribuíram para lançar as bases para o que a antropologia urbana se tornou hoje (ou seja, o estudo da cidade concebida como uma comunidade) estava o sociólogo Louis Wirth . Seu ensaio “Urbanismo como modo de vida” mostrou-se essencial para distinguir o urbanismo como uma forma única de sociedade que pode ser estudada a partir de três perspectivas: “uma estrutura física, como um sistema de organização social e como um conjunto de atitudes e Ideias."  Outro notável acadêmico no campo da antropologia urbana, Lloyd Warner, liderou a abordagem do “Community Study” e foi um dos primeiros antropólogos a fazer uma transição inequívoca da exploração de culturas primitivas (os aborígenes, no caso dele) para o estudo de cidades urbanas usando métodos antropológicos semelhantes. A abordagem do Estudo da Comunidade foi uma influência importante que levou ao estudo da cidade como comunidade .  William Foote Whyte mais tarde expandiu os métodos de Warner para pequenos centros urbanos em seu estudo de bairros maiores.

## Principais áreas de estudo
Existem duas maneiras principais de pesquisar a antropologia urbana: examinando os tipos de cidades ou examinando as questões sociais dentro das cidades. Esses dois métodos são sobrepostos e dependentes um do outro. Ao definir diferentes tipos de cidades, usariam-se fatores sociais, bem como fatores econômicos e políticos para categorizar as cidades. Ao olhar diretamente para as diferentes questões sociais, estaria também estudando como elas afetam a dinâmica da cidade.
Existem quatro abordagens centrais para o estudo antropológico das cidades. O primeiro é o modelo de ecologia urbana em que a comunidade e a rede familiar são centrais. A segunda é baseada no poder e no conhecimento, especificamente de como a cidade é planejada. A terceira abordagem é estudar o local e o supralocal e a articulação entre os dois graus de unidades da cidade. A última abordagem concentra-se em cidades onde a economia política é central para a infraestrutura da cidade. Low usa vários estudos proeminentes de antropólogos urbanos para compilar uma lista dos diferentes tipos de cidades que não se enquadram em apenas uma categoria e quais fatores as individualizam. Esses tipos de cidades incluem aquelas focadas em processos religiosos, econômicos e sociais. Um exemplo de cidade religiosa é o que Low chama de “cidade sagrada”, na qual a religião é central nos processos da vida cotidiana da cidade.  Um exemplo de imagem de cidade centrada na economia é a “cidade desindustrializada”.  Nos Estados Unidos, esse tipo de cidade geralmente é encontrado em áreas onde a mineração de carvão era a principal indústria da cidade e, uma vez que as minas de carvão foram fechadas, a cidade se tornou uma cidade fantasma desenfreada com desemprego e trabalhadores deslocados. A globalização tem sido estudada como uma força que afeta severamente essas áreas, e os estudos antropológicos aumentaram muito o conhecimento das implicações.
Outros tipos de cidades incluem, mas certamente não se limitam à cidade contestada, na qual a resistência urbana é uma imagem chave; a cidade de gênero, dominante em áreas de urbanização como a África, onde as mulheres se encontram recentemente empregadas em trabalho de baixa remuneração; cidade pós-moderna, centrada no capitalismo; e cidade fortaleza, onde as diferentes populações dentro da cidade são separadas, geralmente com base em fatores socioeconômicos . As principais razões para os estudos atuais com foco em tipos de cidades são entender os padrões em que as cidades estão se desenvolvendo agora, estudar cidades teóricas que podem surgir no futuro com base nessas tendências atuais e aumentar as implicações dos estudos antropológicos .  Os estudos antropológicos têm sérias implicações na compreensão da sociedade urbana: com a rápida taxa de globalização, muitas sociedades camponesas estão tentando rapidamente modernizar suas cidades e populações, mas às custas dos interesses das pessoas dentro das cidades. Estudos podem ilustrar esses efeitos negativos e projetar como a cidade como um todo se sairá mal no futuro.
Os estudos em antropologia urbana englobam vários fatores, como processos sociais, econômicos e políticos, dentro da cidade em geral. Os focos nesses fatores incluem estudos sobre migração rural-urbana, parentesco na cidade, problemas decorrentes do urbanismo e estratificação social. Esses estudos são amplamente comparativos entre como essas relações funcionam em um ambiente urbano versus como elas funcionam em um ambiente rural. Ao estudar o parentesco, os antropólogos têm se concentrado na importância da família extensa para nativos urbanos versus migrantes. Estudos têm mostrado, em geral, que quanto mais “nativo” se torna com a cidade urbana, menos importância é dada à manutenção das relações familiares.  Outro aspecto importante e comumente estudado da sociedade urbana é a pobreza, que se acredita ser um problema que surge do urbanismo. Os antropólogos urbanos estudam vários aspectos individualmente e tentam unir diferentes aspectos, como a relação entre pobreza e estratificação social.